# Chocos de Tabasco
El Chocos de Tabasco Fútbol Club un equipo de fútbol de la Ciudad de Villahermosa, Tabasco que participará en la Liga de Balompié Mexicano.

## Historia
El equipo comenzó en 2019 y jugó primera temporada en la Tercera División de México, sin embargo, durante su primer torneo jugó bajo el registro de un club llamado Monarcas Zacapu. Debido a problemas con su documentación, el equipo únicamente participó durante una temporada.
En 2020, el equipo inició trámites para participar en la Liga de Balompié Mexicano, una nueva competición de fútbol independiente de la Femexfut. El 15 de junio del mismo año se anunció la fusión del proyecto de Chocos con el Club de Fútbol Zaragoza de Puebla para mejorar el proyecto y aspirar a ser aceptados en la nueva liga.

### Plantilla de jugadores.
Elías Alejandro Rodríguez Campos (15 años)
Fernando Méndez Velueta (16 años)
Cristian Antonio Rodríguez (18 años)
Alejandro Forjaco (19 años)
Elías Alejandro Rodríguez Campos (15 años)
Luis de las Rosas Ortiz (18 años)
Juan Carlos de la Rosas Campos (17 años)
Pedro Guillermo Campos (19 años)
Juan Manuel de la Madrid (15 años)
Antonio de la Fuente (18 años)
Marcos Alonso Gómez (17 años)
Roberto Bustamente Solís (19 años)

### Máximos anotadores y asistidores del Club.
Pedro Guillermo Campos (7 goles en total y 12 asistencias) Elías Alejandro Rodríguez Campos (7 goles en total y 8 asistencias)
Luis de las Rosas Ortiz (6 goles en total y 7 asistencias)
Cristian Antonio Rodríguez (4 goles en total y 5 asistencias)
Fernando Méndez Velueta (3 goles en total y 5 asistencias)

## Posiciones que disputan los jugadores

### Delanteros
Luis de las Rosas Ortiz 
Juan Carlos de la Rosas Campos 
Pedro Guillermo Campos 

### Medios
Elías Alejandro Rodríguez Campos 
Fernando Méndez Velueta 
Cristian Antonio Rodríguez 

### Defensas
Juan Manuel de la Madrid. 
Antonio de la Fuente
Marcos Alonso Gómez
Roberto Bustamente Solís